# Orgel van de Pancratiuskerk in 's-Heerenberg

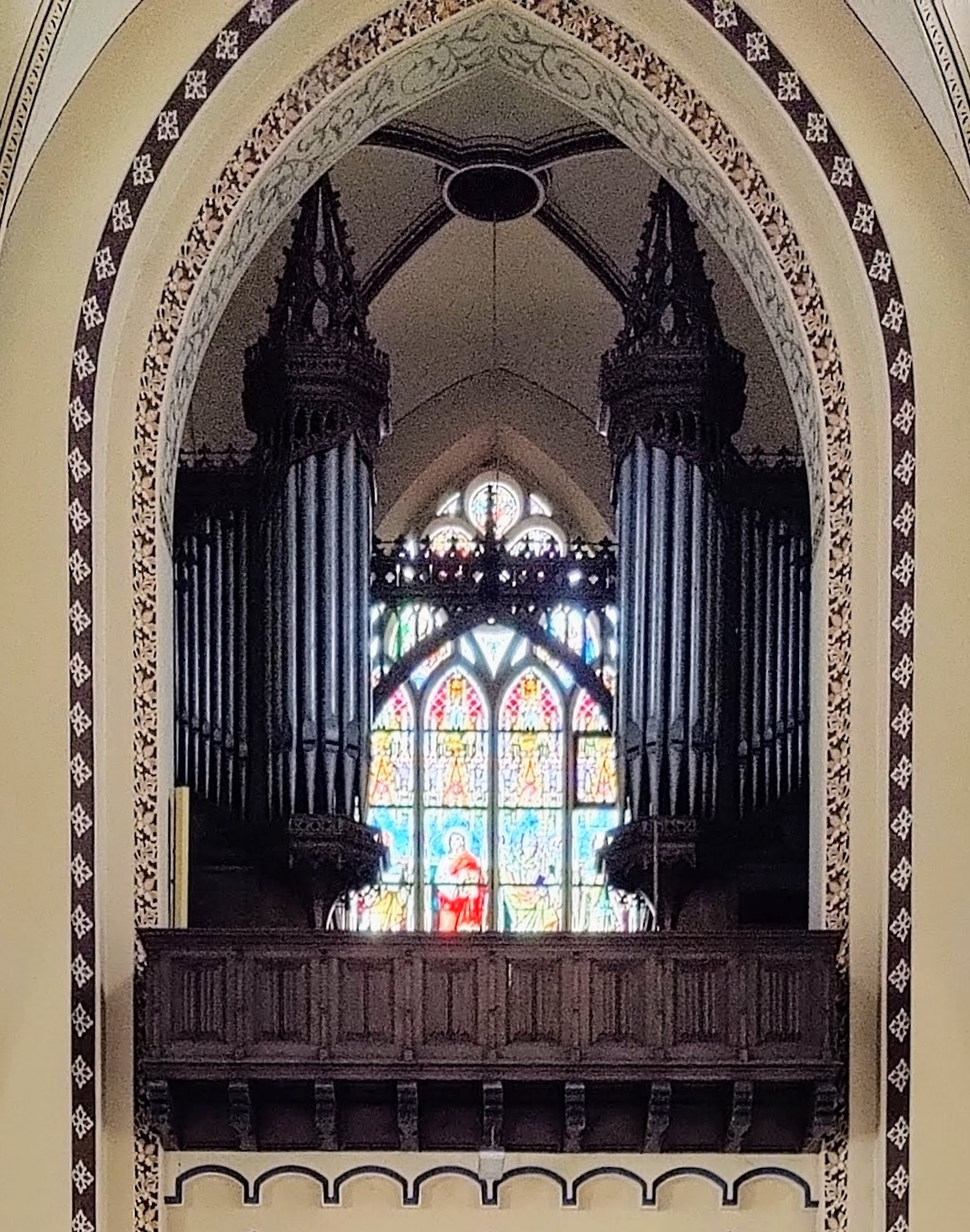
Maarschalkerweerdorgel

Het orgel van de Pancratiuskerk in de Nederlandse stad 's-Heerenberg is in 1907 in gebruik genomen. Het instrument werd gebouwd door de Firma Maarschalkerweerd & Zoon uit Utrecht, destijds een vooraanstaande en vernieuwende orgelbouwer. In de eerste jaren van haar bestaan had de kerk nog geen beschikking over een orgel, maar deed een harmonium in plaats hier van dienst. 

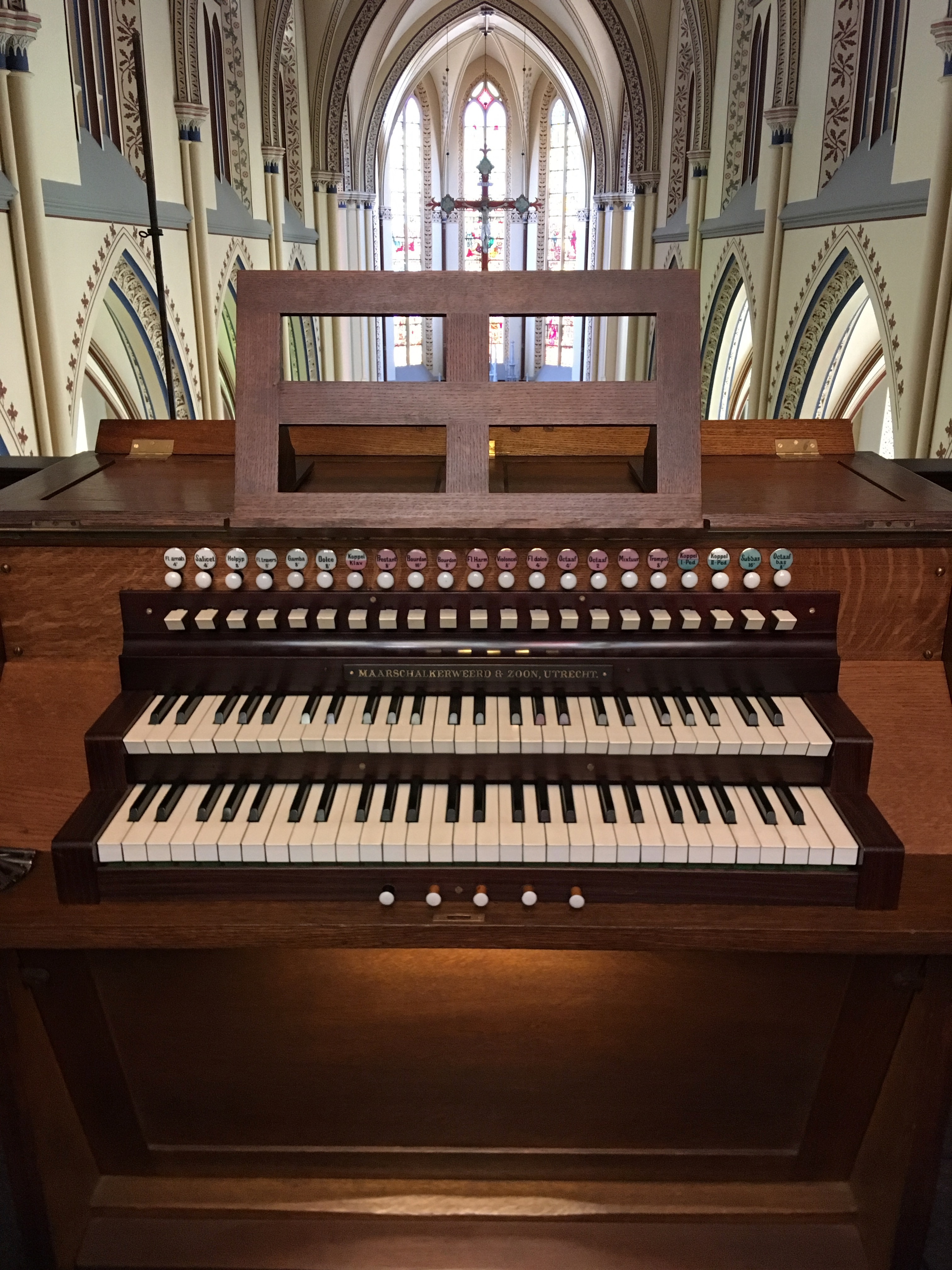
Speeltafel Maarschalkerweerdorgel in de Pancratiuskerk te 's-Heerenberg

De dispositie van het orgel luidt als volgt:
| I Hoofdklavier C– |     |
| Bourdon           | 16′ |
| Prestant          | 8′  |
| Bourdon           | 8′  |
| Fluit Harmonique  | 8′  |
| Violoncello       | 8′  |
| Octaaf            | 4′  |
| Fluit dolce       | 4′  |
| Octaaf            | 2′  |
| Mixtuur           |     |
| Trompet           | 8′  |

| II Bovenmanuaal C– |    |
| Dolce              | 8′ |
| Gamba              | 8′ |
| Holpijp            | 8′ |
| Fluit travers      | 8′ |
| Salicet            | 4′ |
| Fluit amabilis     | 4′ |

| Pedaal C– |     |
| Subbas    | 16′ |
| Octaafbas | 8'  |

Tevens zijn er twee pedaalkoppels en een manuaalkoppel aanwezig. Opmerkelijk is dat de Salicet 4' in werkelijkheid een 8' voet is, en iets lager dan gebruikelijk gestemd is, zodat in combinatie met de Gamba 8' feitelijk het geluid van een Voix Celeste ontstaat.
Het is het enige Maarschalkerweerdorgel waar de Fluit Travers 8' van hout is.